# Phyllodactylus delsolari
Espèce
Phyllodactylus delsolari est une espèce de geckos de la famille des Phyllodactylidae.

## Répartition
Cette espèce est endémique du Pérou. Elle se rencontre dans les régions de La Libertad, de Cajamarca et d'Amazonas.

## Étymologie
Cette espèce est nommée en l'honneur de Gustavo del Solar (1937-2008).

## Publication originale
- Venegas, Townsend, Koch & Böhme, 2008 : Two New Sympatric Species of Leaf-Toed Geckos (Gekkonidae: Phyllodactylus) from the Balsas Region of the Upper Marañon Valley, Peru. Journal of Herpetology, vol. 42, no 2, p. 386-396.